# 美利道停車場大廈

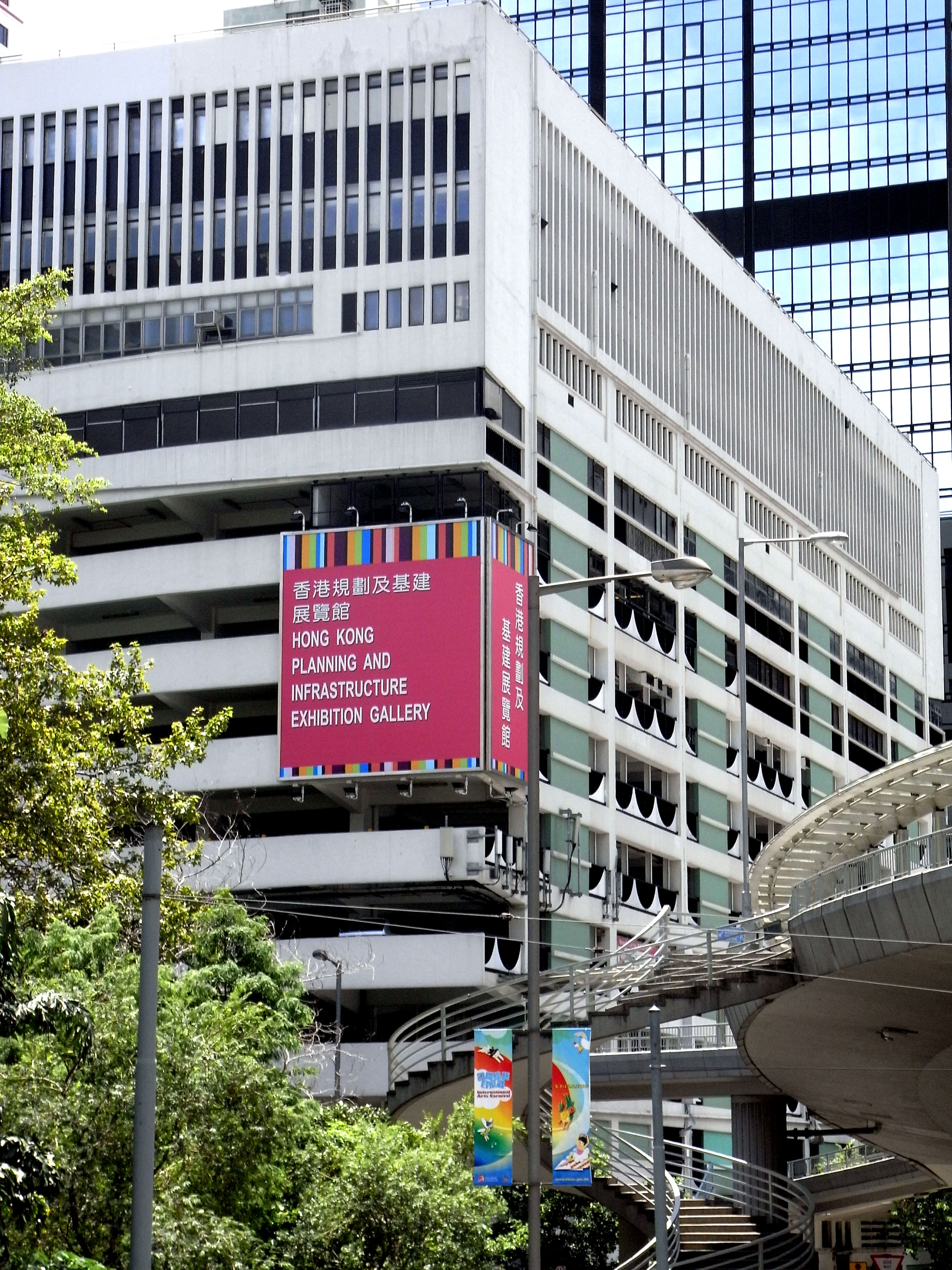
2010年的香港規劃及基建展覽館臨時館址
（已經關閉）

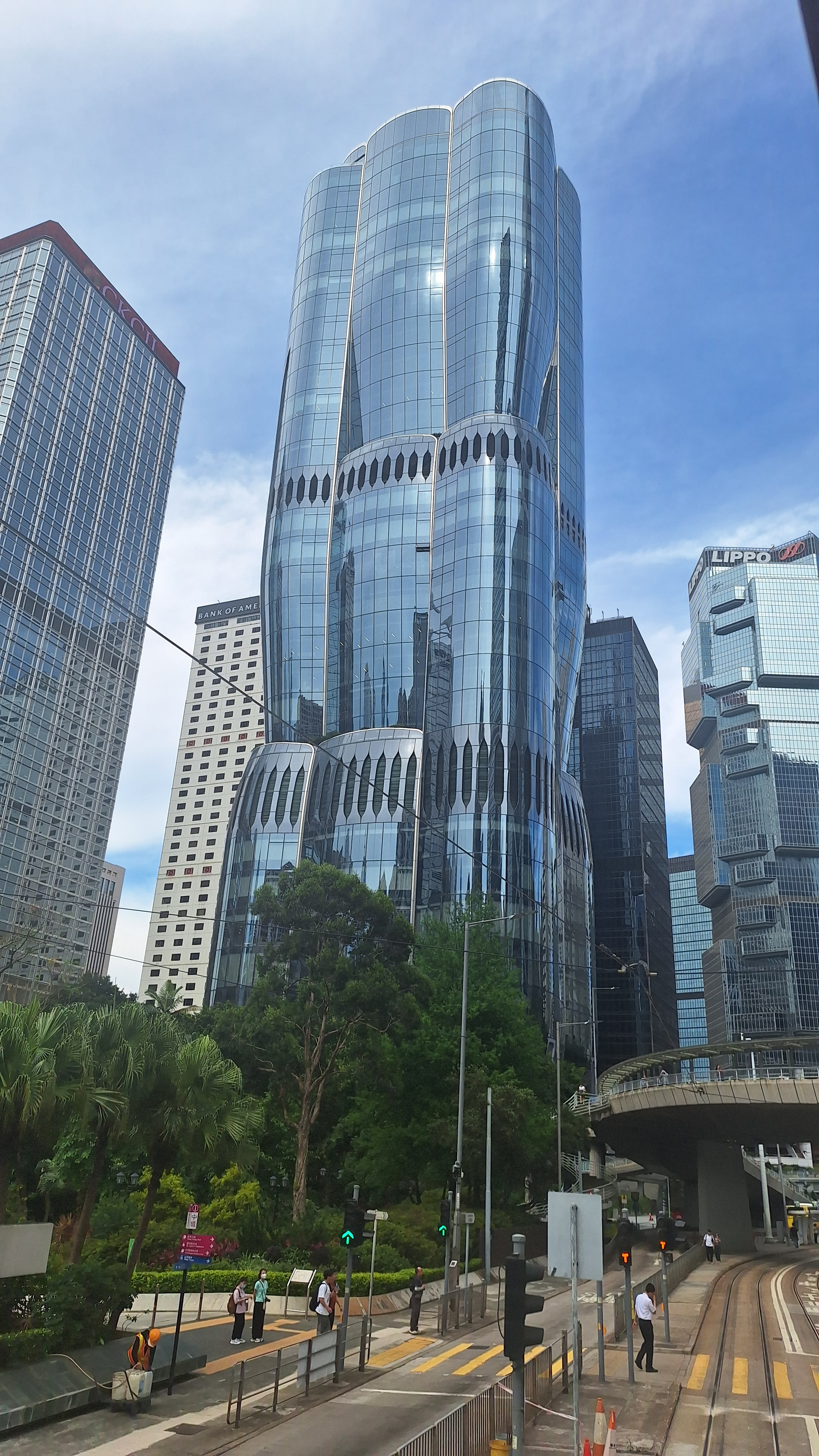
停車場現址The Henderson

美利道停車場大廈（英語：Murray Road Multi-storey Carpark）為香港一座已拆卸的停車場，位於香港中環美利道2號，東面是接紅棉路至金鐘行人天橋系統（中區行人天橋系統金鐘系統）。美利道停車場大廈是多層式大廈，佔地近3萬平方呎，共設有324個泊位，在1973年7月30日落成啟用，天台設有多間流動電話基站。恒基兆業地產於2017年5月以232.8億港元投得該地皮，每呎樓面地價高達5萬元，不論成交價總額或每呎樓面價均創當年官地歷史新高。恒基兆業地產現正在該地皮興建甲級商廈“The Henderson”，預計2024年落成。

## 歷史
1978年，香港廉政公署執行處由和記大廈遷入。

## 進駐部門
頂層：香港廉政公署執行處，2007年遷到北角新總部
10樓：為立法會秘書處翻譯及傳譯部（已於2011年11月與資料服務部一併遷往金鐘道政府合署高座46樓），後改為部分律政司民事法律科辦公室及在職家庭及學生資助事務處的在職家庭津貼辦事處，惟部門已遷到律政中心及觀塘海濱道181號9樓
8樓：原址由中西區區議會；與食物安全中心的入口登記辦事處（已於2010年4月26日遷往灣仔街市1樓），後改為衛生署基層醫療統籌處、部分律政司法律政策科及刑事檢控科辦公室 （页面存档备份，存于）（已遷到律政中心），一同共用
地下：曾為香港規劃及基建展覽館臨時展館，已於2012年8月遷出

## 未來發展

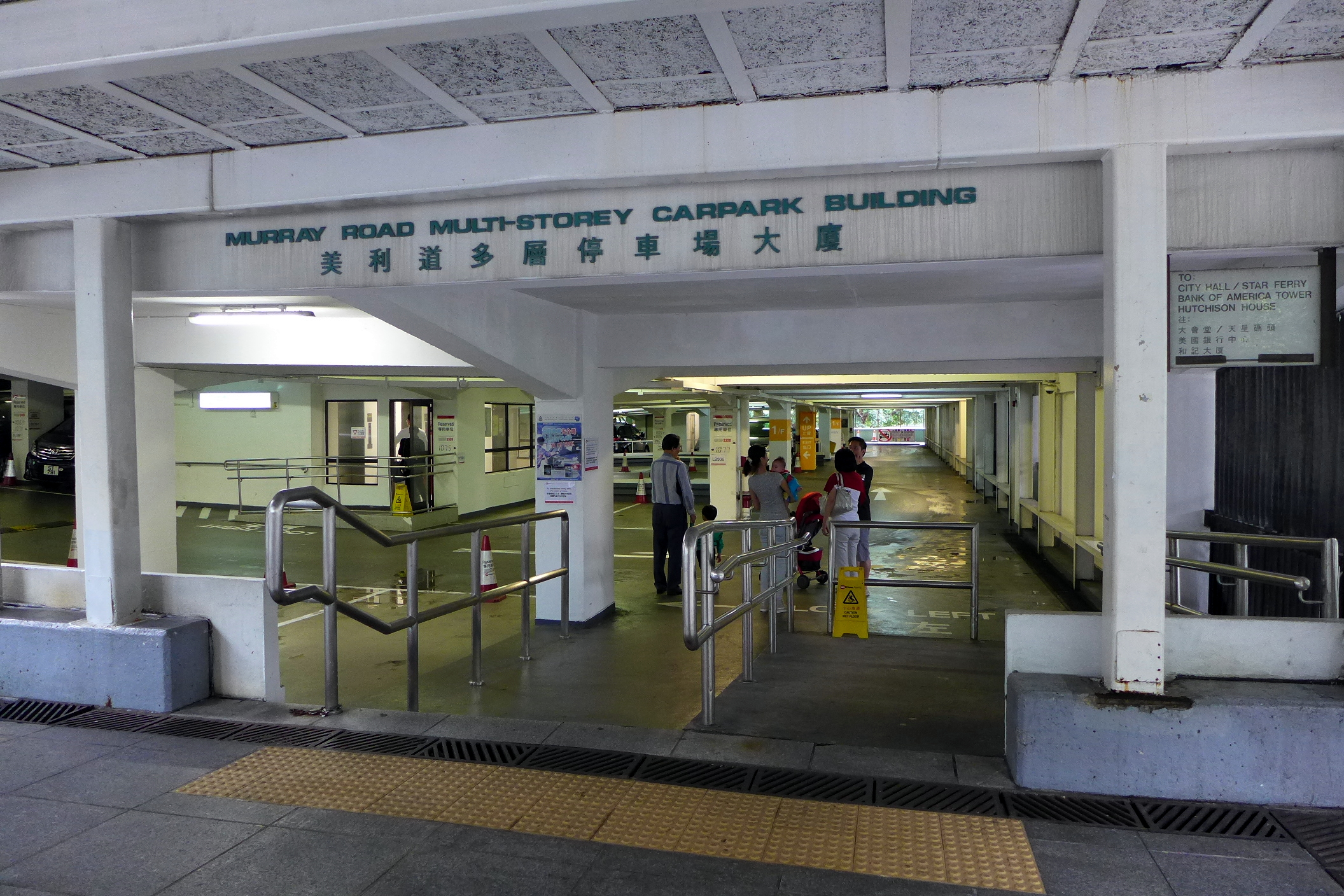
停車場大廈入口（已封閉）

2015年，為增加核心區寫字樓樓面供應，梁振英在施政報告提出將美利道停車場大廈重建作商業大廈。到2016年，政府在賣地計劃內加入中環美利道停車場地皮，成為近20年區內罕有辦公室用地供應。不過駕駛人士批評政府關閉停車場令區內泊位大量減少，市民只能無奈違例泊車。停車場已於2017年5月1日起終止營運，其後政府在2017年5月7日招標，12日截標，共收9份標書。2017年7月至12月曾經暫時重開。
2017年5月16日，恒基兆業地產有限公司以232.8億港元（平均呎價50,064元），投得用地，批租期為50年。地價打破同年2月鴨脷洲利南道住宅地錄得的168.55億元，成為香港史上最貴地皮。恒基兆業地產集團主席李家誠表示將會興建優質寫字樓兼附商舖，預計總投資額逾260億港元。
2018年3月，屋宇署批出此重建項目的圖則。本項目已確定由世界知名扎哈·哈廸德建築師事務所（Zaha Hadid Architects）設計，由呂元祥建築師事務所擔當執行建築師，將重建為一座36層加5層地庫的甲級商業大廈，總樓面面積約465,000平方呎，預計於2023年落成。
2021年7月，恒基兆業地產宣布，位於中環美利道的商業項目，正式命名為「The Henderson」，原預計於2023年落成，已延期至2024年。

## 圖片

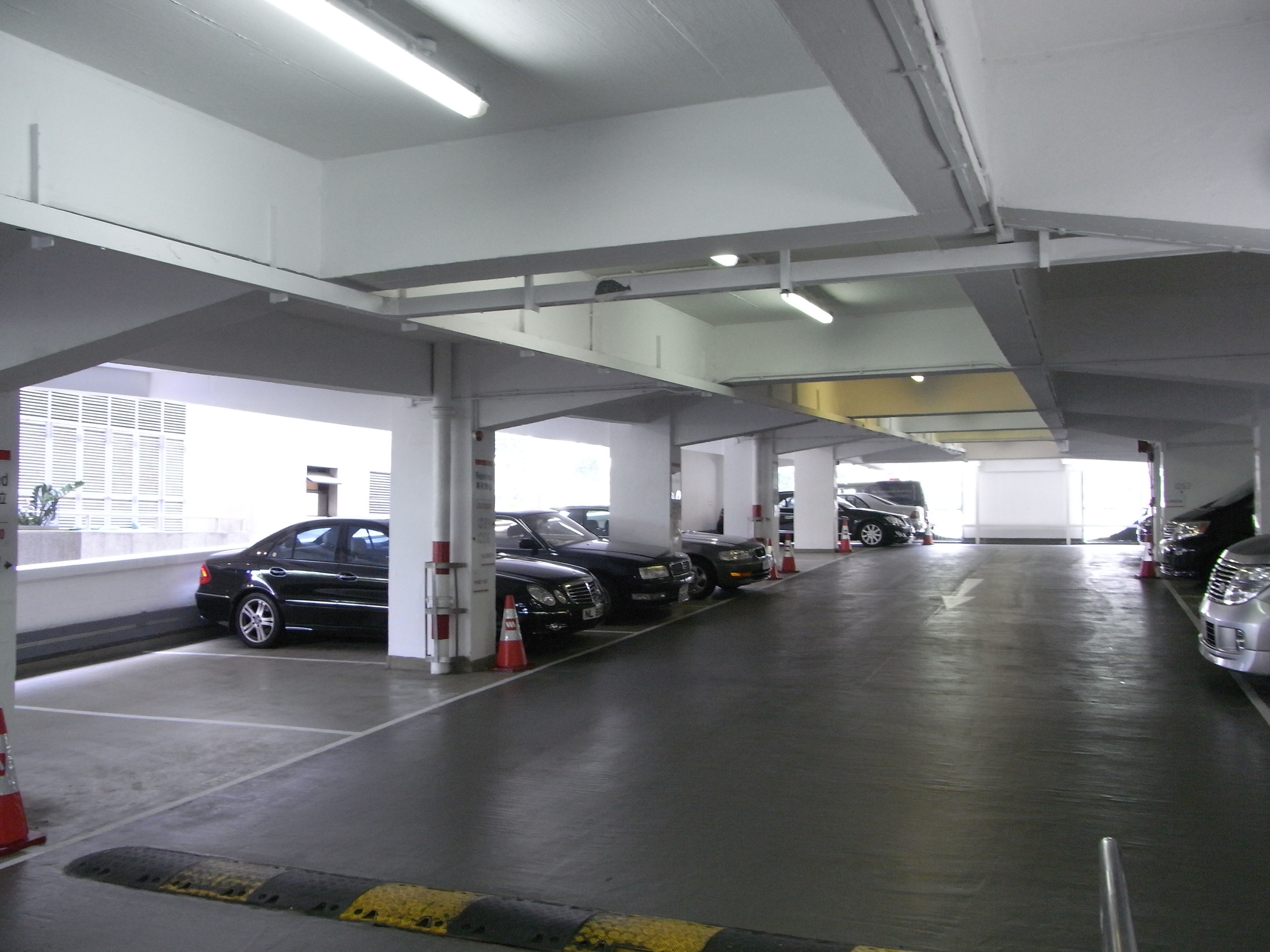
清拆前的美利道停車場大廈內貌
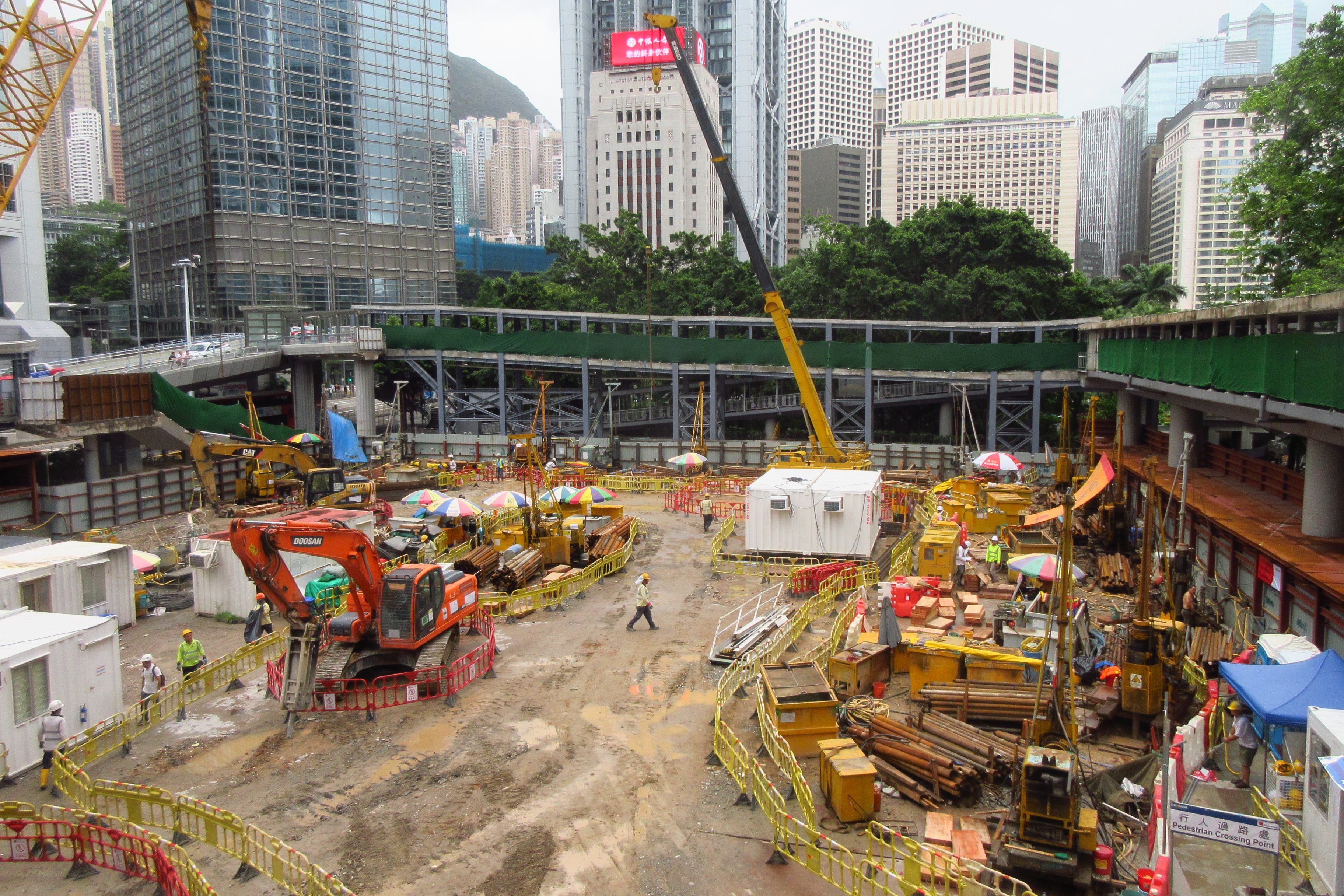
清拆後的停車場原址（2018年7月）
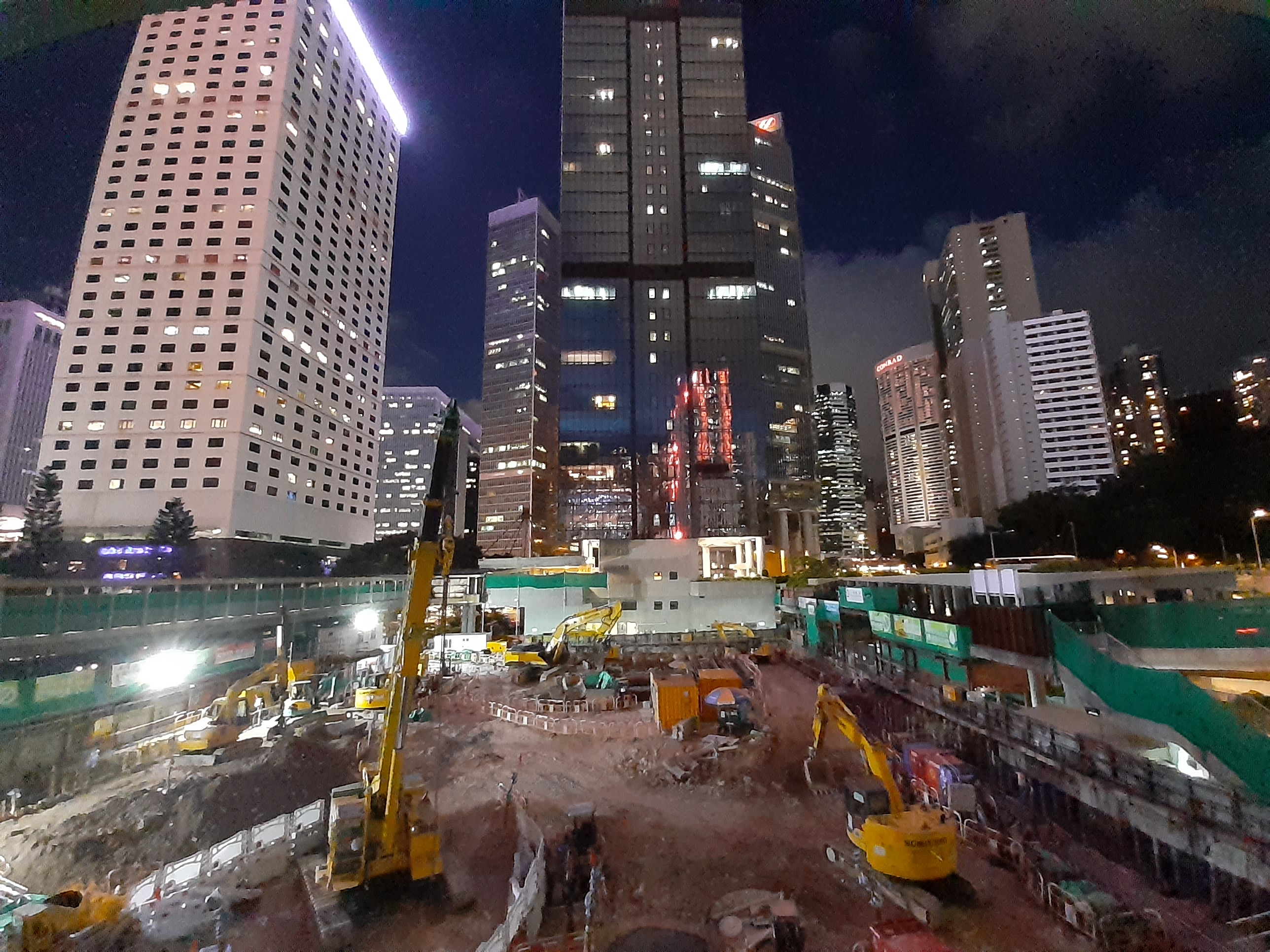
清拆後的停車場原址（2020年6月）

## 流行文化
香港科幻電影《明日戰記》中，以合成影像方式將未拆卸的停車場呈現，其後電影中被巨鯨直昇機炸毀後，則以危樓「一線天」稱呼。

## 交通
港鐵
- █  荃灣綫、 █  港島綫：中環站J3出口
- █  荃灣綫、 █  港島綫、 █  南港島綫、 █  東鐵綫：金鐘站B出口

## 鄰近建築
- 聖約翰大廈
- 美國銀行中心
- 遠東金融中心
- 友邦金融中心
- 中銀大廈
- 東昌大廈
- 香港美利酒店（前身是美利大廈）

## 外部連結
- 香港記憶：中環美利道多層停車場大廈（約1980年代）
- （英文）Dezeen: Zaha Hadid Architects to build "iconic" office on world's most expensive site （页面存档备份，存于）